# Frederikssundvej (Frederikssund)
 Frederikssundvej  er en tosporet omfartsvej, der går øst om Frederikssund. Vejen er en del af primærrute 53 og sekundærrute 211, der går imellem Hillerød og Holbækmotorvejen (primærrute 21) og København og Frederikssund. 
Den er med til at lede trafikken der skal mod København eller Frederiksværk, uden om Frederikssund Centrum, så byen ikke bliver belastet af for meget trafik.
Vejen forbinder Frederikssundvej i syd med Frederikssundvej i nord, og har forbindelse til Store Rørbækvej, Dalvejen, Standvangen, Ågade, J. F. Willumsens Vej, Byvej og Sigerslevvestervej.